# Cochlostoma gracile
Cochlostoma gracile, im Deutschen ungebräuchlich auch Zierliche Turmdeckelschnecke, ist eine auf dem Land lebende Schneckenart aus der Familie der Walddeckelschnecken (Cochlostomatidae) in der Ordnung Architaenioglossa ("Alt-Bandzüngler").

## Merkmale
Das rechtsgewundene, relativ kleine Gehäuse ist 5,0 bis 7,5 mm hoch und 2,8 bis 3,2 mm breit. Es ist länglich-kegelförmig mit einem spitzen oberen Ende und einer verhältnismäßig schmalen Basis. Es hat 8 bis 9 gut gewölbte, langsam und regelmäßig anwachsende Windungen, die durch eine tiefe Naht voneinander abgesetzt werden. Die letzte Windung ist unten gerundet und steigt nur wenig an. Das Gehäuse ist berippt. Die schmalen, aber scharfen und leicht gebogenen Rippen stehen etwas schief zur Spiralachse. Sie schwächen sich auf der letzten Windung ab, stehen dann aber dichter. Die Mündung ist in der Frontalansicht rundlich bis eiförmig, steht etwas schief zur Spiralachse und weicht unten zurück. Der einfache Mündungsrand ist dünn und läuft scharf aus. Er ist breit umgeschlagen und parietal leicht und columellar deutlich ohrförmig ausgezogen. Der Deckel ist vergleichsweise dünn und fast durchsichtig. Das Gehäuse ist grau bis hornfarben und durchscheinend.

## Geographische Verbreitung und Lebensraum
Das Verbreitungsgebiet der Art reicht von Südostösterreich bis Nordwestgriechenland.

## Taxonomie
Das Taxon wurde 1849 von Ludwig Georg Karl Pfeiffer als Cyclostoma gracile erstmals beschrieben. Er schrieb das Taxon Heinrich Carl Küster zu, der das Material bei "Almissa" (heute Omiš) in "Dalmatien" (heute Kroatien) gesammelt hatte und diesem Material anscheinend einen Manuskriptnamen beigefügt hatte. Wilhelm Kobelt wies das Taxon 1902 erstmals der Gattung Cochlostoma zu. Die Fauna Europaea führt das Taxon nun unter Cochlostoma (Turritus) gracile (Pfeiffer, 1849).
Die Art wird von manchen Autoren in folgende Unterarten unterteilt:
- Cochlostoma (Turritus) gracile gracile (Pfeiffer, 1849)
- Cochlostoma (Turritus) gracile croatica (Pfeiffer, 1870)
- Cochlostoma (Turritus) gracile gracillima (A. J. Wagner, 1901)
- Cochlostoma (Turritus) gracile martensianum (Möllendorff, 1873)
- Cochlostoma (Turritus) gracile reitteri (O. Boettger, 1880)
- Cochlostoma (Turritus) gracile stussineri (A. J. Wagner, 1897)
- Cochlostoma (Turritus) gracile subaiorum (Schütt, 1977)

## Belege

### Online
- AnimalBase - Cochlostoma gracile (Pfeiffer, 1849)